# إجازة جامعية
الإجازة أو الإجازة الجامعية أو الليسانس (الأخيرة من الفرنسية Licence) هي شهادة جامعية في التعليم النظري (كالدراسات الشرعية والأدبية واللغوية والقانونية) تعادل شهادة البكالوريوس التي تعتبر الدرجة الجامعية الأولى حين يحصل عليها الطالب عند التخرج من الجامعة.
وهي بمثابة رخصة أو «إجازة للتدريس» ونحوه.

## تسميات
لها عدة أسماء أخرى مثل:
- في مصر تسمى «الليسانس» (من الفرنسية: Licence).
- في السعودية تسمى «الشهادة الجامعية المتوسطة».
- في سوريا تسمى «إجازة».
- في تونس تسمى «إجازة» وسابقًا «أستاذية».
- في الأردن تسمى «أستاذية».
- في المغرب تسمى «إجازة».
- في الجزائر تسمى «ليسانس».